# Jeroen van Koningsbrugge
 (mai 2018).
Si vous disposez d'ouvrages ou d'articles de référence ou si vous connaissez des sites web de qualité traitant du thème abordé ici, merci de compléter l'article en donnant les références utiles à sa vérifiabilité et en les liant à la section « Notes et références ».
Jeroen van Koningsbrugge, né le 3 septembre 1973 à Rosendael (Pays-Bas), est un acteur, humoriste, chanteur, réalisateur et présentateur néerlandais.

## Biographie
Jeroen Van Koningsbrugge joue pour la première fois à 17 ans dans un groupe de musique. Trois ans plus tard, il entre à l'Académie de théâtre de Maastricht. Un an plus tard, il abandonne sa formation et entre à la Theaterschool d'Amsterdam. Il joue ensuite le rôle de Harry Peeters dans la série télévisée IC pendant trois saisons.
Il joue Dennis van de Ven, le vendeur de voitures enthousiaste, dans plusieurs publicités de la marque Citroën. Le vrai Dennis van de Ven est par ailleurs son ami. Ils travaillent ensemble sur le sketch Nieuw Dier, considéré parfois comme le précurseur du programme Draadstaal de la VPRO. Draadstaal est une émission satirique sur les problèmes de la vie moderne. 
Van de Ven et Van Koningsbrugge forment le duo Jurk! qui sort son premier CD en 2010.
Koningsbrugge est également chanteur du groupe de rock ZEUS, qu'il considère comme sa véritable passion. Le groupe sort l'album Bad Signs en 2005 et 07 en 2007. Les deux albums reçoivent de bonnes critiques et le groupe part en tournée aux Pays-Bas et donne également quelques petits concerts aux états-Unis.
Van Koningsbrugge joue également un petit rôle dans Baantjer. Il double des personnages de dessin animé dans Le Monde de Nemo, Cars, Ratatouille et Bee Movie .
Au début de l'année 2007,Van Koningsbrugge et Jandino Asporaat lancent un duo d'improvisation pour le programme De Lama's (Les Lamas) de la chaîne BNN. En août 2007, cependant, ses associés quittent le programme et il se retrouve seul pour la nouvelle saison.
En 2008, Van Koningsbrugge est capitaine d'équipe pour l'émission de RTL 4 Ik hou van Holland (j'aime la Hollande). Dans ce programme, deux équipes dirigées par des capitaines s'affrontent pour obtenir des prix.
En avril 2009, il lance sur NET 5 le programme Tussen de oren, avec Katja Schuurman. Il travaille également sur le thriller à l'humour noir Odess Star. 
En janvier 2013 il commence le spectacle Glitterjurk, ce qui donne l'album éponyme du groupe Jurk!
Le vendredi 19 avril, il présente le Koningslied, à l'occasion du couronnement de Willem-Alexander, dans lequel il chante également. Il joue en 2013 dans le film Hemel op Aarde.
Au printemps 2014, il joue dans la série policière Smeris sur BNN, où il incarne un agent du nom de Théo.
En 2015, il joué le rôle de Judas dans le musical La Passion à Enschede. Il reçoit de nombreux commentaires positifs pour son interprétation de Wit Licht de Marco Borsato. 

### Vie privée
Van Koningsbrugge est marié depuis 2005 avec l'actrice Marie-Claire Witlox. Ils ont un fils et une fille.

## Filmographie

### Cinéma
- 2000 : Tinus et Henkie : Tinus
- 2001 : L'Amitié : une vie de veille
- 2001 : Zus & Zo : Agent
- 2002 : La Vieille et la Nouvelle : Directeur
- 2002 : Pek : Pek
- 2003 : Le Monde de Nemo : Marlin (voix)
- 2006 : Cars : Dusty Rust-eze (voix)
- 2006 : SEXtet
- 2006 : Bruit : Hugo
- 2007 : Bee Movie : Drôle d'abeille : Barry B. Benson (voix)
- 2007 : Liens : Dexter
- 2007 : Ratatouille : Emile (voix)
- 2009 : Bob et Bobette : Les Diables du Texas  : Theophiel et Théodore Boomerang (voix)
- 2010 : Loft : Willem
- 2010 : Gangsterboys : Brabant Gangsterbaas
- 2011 : Gooische vrouwen, le film : Priest
- 2013 : Dans le milieu de la nuit d'hiver : Moose Moos (voix)
- 2013 : Le Paradis sur terre : Roue Geraedts
- 2015 : Mains propres : Eddie
- 2015 : La Surprise : Jacob
- 2016 : Riphagen : Dries Riphagen

### Télévision

#### Acteur
- 2002-2006 : IC : Harry Peeters
- 2005-2006 : Sprint : le Brochet
- 2006 : Animaux Nouveaux : Talpa
- 2006 : les Couples (plus tard: Crise de la Quarantaine) : Julien de Tellegen
- 2007-2015 : pur fil mesh
- 2010-2013 : néon lettres
- 2011-2012 : tout le monde est fou à propos de Jack : Jack Empereur
- 2014- : Cuivre : Theo Camp
- 2015 : La Passion : Judas

#### Présentateur
- 2006 : les Hommes les Hommes
- 2009 : Remue-méninges
- 2016 : ils utilisent
- 2016 : Jeroen En Californie - les Chansons de la Vie

#### Juge ou participant
- 2005 : Cannibales
- 2007-2008 : Le Lama
- 2007-2008 : Le Dernier Spectacle
- 2008-2016 : j'aime la Hollande
- 2009 : Entre les Oreilles
- 2009 : ne me fais pas rire
- 2012-2013 : Battre les Meilleurs
- 2015- : Bon anglais
- 2015- : Chers Téléspectateurs

### Featurings
- 1996-présent : C'était la news : Lui-même
- 1995-2006Baantjer : Agent Wilson
- 2002 : Panique dans le village : Voix
- 2005 : Jiskefet : Steven Pos
- 2005 : Keyzer et De Boer Advocaten : Marque de Groot
- 2005 : Les Lamas : Gastlama
- 2006 : Cannibales : Cannibale
- 2009 : Le développement est en Retard: invité à Tante Es
- 2012 : Nick contre Simon : avec Dennis van de Ven

### Musique
- 2005 : De Mauvais Signes avec ZEUS
- 2007 : 07 avec ZEUS
- 2010 : De la Soirée avec Dennis van de Ven, sous le nom de"Robe!'
- 2013 : Glitterjurk avec Dennis van de Ven, sous le nom de"Robe!'
- 2016 : Chansons de la Vie avec différents invités

## Discographie

### Albums
- 2016 : Songs of life

### Singles
- 2013 : Koningslied
- 2015 : Wit licht
- 2016 : Left behind

## Prix et récompenses
Le 22 octobre 2010, il remporte la médaille d'argent de la télévision dans la catégorie hommes lors d'un gala télévisé. Le 4 novembre, il reçoit avec son ami Dennis van de Ven un plat d'or pour le duo Jurk!. Le 21 octobre 2011, Jeroen van Koningsbrugge est de nouveau nommé et reçoit une médaille d'argent de la télévision dans la catégorie hommes. Plus tard en 2011, il reçoit le Rembrandt Award du meilleur acteur néerlandais  pour son rôle dans Loft.